# Allée de Choisy
L'allée de Choisy est une voie de circulation des jardins de Versailles, en France.

## Description
L'allée de Choisy débute au sud sur l'avenue de la Division-Leclerc et se termine environ 1 800 m au nord sur l'allée de Bailly.